# Nobling
Der Nobling ist eine Weißweinsorte, die fast ausschließlich im Markgräflerland in Baden angebaut wird. Er ist eine Neuzüchtung von Johannes Zimmermann, die durch Kreuzung der Rebsorten Gutedel und Silvaner im Jahr 1940 im staatlichen Weinbauinstitut in Freiburg im Breisgau entstanden ist. 1971 erfolgte die Eintragung in die Sortenliste. Die Angaben des Züchters zu den Kreuzungseltern konnten in der Zwischenzeit durch DNA-Analyse bestätigt werden.
Die Sorte ist trotz ihrer an sich hohen Qualität bis heute nicht besonders bekannt geworden. Sie wurde daher zunächst als qualitativ hochwertige Grundlage für Sekt verwendet, da sie bei hoher Säure (→ Säure (Wein)) zeitgleich hohe Mostgewichte erreichen kann. Die Verwendung für Sekt erfolgt aber durch den starken Rückgang der Anbaufläche inzwischen so gut wie nicht mehr. Nobling hat ein zartes, mirabell- bis pfirsichartiges Aroma.
Der Nobling braucht das feucht-warme Klima der Region Baden und hat eine relativ geringe Winterfrostfestigkeit. Kennzeichnend für die Rebe ist ihr sehr unregelmäßiger Austrieb im Frühjahr sowie die Neigung zu einer starken Rankenbildung. Anders als etwa bei Burgundersorten verholzen die Ranken im Spätjahr. Dadurch ist in Drahtanlagen der manuelle Arbeitsaufwand beim Winterschnitt ungefähr dreimal länger als bei Burgundersorten und etwa doppelt so lange wie bei der Sorte Gutedel.
Neben dem verhältnismäßig hohen manuellen Arbeitsaufwand benötigt die Rebe zum Erreichen hoher Mostgewichte auch gute bis sehr gute Lagen, anders als etwa die Sorte Müller-Thurgau, die deutlich weniger Ansprüche an die Lage stellt. Damit steht die Sorte Nobling in Konkurrenz zu den Burgundersorten, mit denen sich in den für Nobling in Frage kommenden Toplagen deutlich höhere Erlöse bei weniger manuellem Arbeitsaufwand erzielen lassen.
Die Rebsorte ist eine Varietät der Edlen Weinrebe (Vitis vinifera). Sie besitzt zwittrige Blüten und ist somit selbstfruchtend. Beim Weinbau wird der ökonomische Nachteil vermieden, keinen Ertrag liefernde, männliche Pflanzen anbauen zu müssen.
Siehe auch den Artikel Weinbau in Deutschland sowie die Liste von Rebsorten.
Synonyme: keine bekannt
Frühere Zuchtstammnummer: Fr.128-40
Abstammung: Silvaner × Gutedel

## Verbreitung
Der Umstand, auf gute Lagen angewiesen zu sein, gepaart mit dem geringen Bekanntheitsgrad am Markt, hatte nach 1990 einen massiven Rückgang der Anbaufläche zur Folge: Im Jahr 2007 waren nur noch 65 Hektar mit dem Nobling bestockt gegenüber ca. 95 ha Fläche im Jahr 2000, nachdem im Jahr 1994 noch 128 Hektar erhoben wurden. 2015 wurde die Sorte praktisch nur noch in Baden angebaut.
Innerhalb Deutschlands verteilte sich 2007 bzw. 2015 die bestockte Rebfläche wie folgt:
| Weinbaugebiet           | Rebfläche (ha) 2007 | Rebfläche (ha) 2015 |
| ----------------------- | ------------------- | ------------------- |
| Ahr                     | –                   | -                   |
| Baden                   | 63                  | 54                  |
| Franken                 | –                   | -                   |
| Hessische Bergstraße    | –                   | -                   |
| Mittelrhein             | unter 0,5           | -                   |
| Mosel                   | –                   | -                   |
| Nahe                    | unter 0,5           | -                   |
| Pfalz                   | 1                   | -                   |
| Rheingau                | –                   | -                   |
| Rheinhessen             | unter 0,5           | -                   |
| Saale-Unstrut           | –                   | -                   |
| Sachsen                 | –                   | -                   |
| Stargarder Land         | –                   | -                   |
| Württemberg             | unter 0,5           | -                   |
| Gesamt Deutschland 2007 | 65                  | 54                  |

Quelle: Rebflächenstatistik vom 13. März 2008, Statistisches Bundesamt, Wiesbaden 2008 in Beschreibende Sortenliste des Bundessortenamtes 2008, Seite 198ff.
Grunderhebung der Rebflächen – Fachserie 3 Reihe 3.1.5 – 2015 Statistisches Bundesamt, Wiesbaden
Kleine Bestände sind auch in der Schweiz bekannt (0,49 Hektar).